# Federazione di baseball e softball dell'Ucraina
La Federazione ucraina di baseball e softball (ukr. Federatsiya beysbolu ta softbolu Ukrajinj) è un'organizzazione fondata per governare la pratica del baseball e del softball in Ucraina.
Organizza il campionato maschile e di softball femminile, e pone sotto la propria egida la nazionale maschile e di softball femminile.